# Bohdan Litnianski
Bohdan Litnianski (ou Bodan Litnianski) est né le 13 juillet 1913 à Ternopil (Autriche-Hongrie, aujourd’hui en Ukraine) et mort à Chauny (Aisne) le 9 juin 2005. Maçon et artiste, il est connu pour son Jardin des merveilles à Viry-Noureuil (Aisne).

## Biographie
Bohdan Litnianski arrive en France en 1930 et s’installe dans la région de Laon (Aisne) où il exerce divers métiers (cordonnier, maçon). En 1941 il est fait prisonnier et sera contraint de rejoindre le Service du Travail Obligatoire. De son retour de la guerre à sa retraite en 1975 il n’exercera plus que le métier de maçon. Propriétaire d’une maison rue Jean Jaurès dans la commune de Viry-Noureuil (Aisne) qu’il a patiemment restaurée, il occupera toute sa retraite a aménager son jardin idéal.
À la manière d’un Ferdinand Cheval, il sillonne les alentours une remorque accrochée à son vélomoteur, à la recherche de matériaux de récupération. Une fois les murs d’enceinte agrémentés de ses trouvailles (coquillages, morceaux de faïences, tessons de verre, galets, jouets cassés, objets hors d’usage…), il investit le jardin et la cour arrière. Il crée alors une forêt de colonnes de béton dans lesquelles il incruste le fruit de ces glanages dans les décharges avoisinantes. Tous les rebuts de la société de consommation y trouvent leur place. L’ensemble forme un long labyrinthe fait de piliers baroques aux couleurs vives, d’où surgissent des bras de poupées et des têtes d’animaux qui sourient aux visiteurs de passage.Située au bord de la Départementale 338, la construction devient une curiosité et l’on vient de loin pour voir cette architecture singulière. Agnès Varda s’y arrête en 2000 pour son film Les Glaneurs et la Glaneuse ajoutant encore à la notoriété de ce site d’art brut et à son créateur.
Presse, cinéma, livres, internet, presque tous les supports ont parlé de Bohdan Litnianski. Parfois en le prénommant Bodan ou Bogdan, mais c'est bien Bohdan Litnianski qui est inscrit sur sa sépulture au cimetière de Viry-Noureuil. D'une même façon, les visiteurs ont donné différents noms à son jardin visionnaire : le Jardin coquillage, le Jardin aux bouteilles, le Jardin des merveilles.
En juin 2005 Bohdan Litnianski meurt à l’hôpital de Chauny, laissant derrière lui son jardin.